# Nelson (Illinois)
Nelson es una villa ubicada en el condado de Lee en el estado estadounidense de Illinois. En el Censo de 2010 tenía una población de 170 habitantes y una densidad poblacional de 264,67 personas por km².

## Geografía
Nelson se encuentra ubicada en las coordenadas 41°47′46″N 89°36′19″O / 41.79611, -89.60528. Según la Oficina del Censo de los Estados Unidos, Nelson tiene una superficie total de 0.64 km², de la cual 0.63 km² corresponden a tierra firme y (1.61%) 0.01 km² es agua.

## Demografía
Según el censo de 2010, había 170 personas residiendo en Nelson. La densidad de población era de 264,67 hab./km². De los 170 habitantes, Nelson estaba compuesto por el 98.82% blancos, el 0.59% eran afroamericanos, el 0.59% eran amerindios, el 0% eran asiáticos, el 0% eran isleños del Pacífico, el 0% eran de otras razas y el 0% pertenecían a dos o más razas. Del total de la población el 5.29% eran hispanos o latinos de cualquier raza.